# Gospodarstwo Rybackie Lasów Państwowych w Niemodlinie
Gospodarstwo Rybackie Lasów Państwowych w Niemodlinie – jednostka organizacyjna Lasów Państwowych podległa Regionalnej Dyrekcji Lasów Państwowych w Katowicach. Siedzibą Gospodarstwa jest miejscowość Niemodlin.

## Historia i współczesność
Tradycje hodowli ryb w okolicach Niemodlina sięgają XVI wieku. Duże znaczenie w dobrach niemodlińskich (jak i na całym Górnym Śląsku) miała gospodarka stawowa, czemu sprzyjały warunki naturalne, duża powierzchnia gruntów podmokłych i stosunkowo łagodny klimat. Urbarz z 1534 roku wymienia następujące, istniejące do dzisiaj stawy: Wołowice, Magnusowski, Maciejowi, Tasznica, Grzędowski.
Na początku XVII wieku w dobrach niemodlińskich było 15 stawów głównych z obsadą 800 kop narybku i ponad 40 stawów odrostowych z obsadą tysiąca kop narybku. Odławiano w nich wówczas rocznie ponad 300 kop karpi. Zachowały się dane z 1647 roku o liczbie sprzedanych ryb. Sprzedano wówczas 130 kop i jeden mendel karpi, 21 kop i 3 mendle szczupaków oraz 50 kop ryb różnych. Dochód z ich sprzedaży wyniósł 1221 talarów. W następnych latach nastąpił dalszy wzrost.
Największym odbiorcą ryb w pierwszej połowie XVIII wieku byli kupcy z Brzegu i Wrocławia, ważnymi odbiorcami byli również nyscy kapucyni. Transport ryb z dóbr niemodlińskich do Wrocławia odbywał się Odrą. Jako odbiorców wymienia się także kupców z Grodkowa i Strzelec.
Największe dochody przynosiła hodowla karpia królewskiego (w 1913 roku odłowiono 500 cetnarów). Duże znaczenie miała też hodowla lina i szczupaka.
W obecnej chwili Państwowe Gospodarstwo Leśne Lasy Państwowe Gospodarstwo Rybackie Niemodlin prowadzi działalność na obszarze 708,5 ha położonych na terenie nadleśnictw Opole oraz Tułowice. Zgrupowane w sześciu obiektach stawy to zbiorniki śródleśne, zasilane wodami opadowymi. Podstawą działalności jest chów i hodowla karpia. Prowadzony jest pełny 3-letni cykl hodowlany, od tarła naturalnego, poprzez odchów materiału zarybieniowego, aż do produkcji ryby handlowej przeznaczonej na zaopatrzenie rynku. Dodatkowo hodowane są takie gatunki ryb jak: amur, tołpyga biała i pstra, sum, szczupak oraz lin z karasiem. 